# Lowry (Minnesota)
Lowry és una població dels Estats Units a l'estat de Minnesota. Segons el cens del 2000 tenia 271 habitants.

## Demografia
Segons el cens del 2000, Lowry tenia 271 habitants, 110 habitatges, i 76 famílies. La densitat de població era de 282,8 habitants per km².
Dels 110 habitatges en un 30,9% hi vivien nens de menys de 18 anys, en un 57,3% hi vivien parelles casades, en un 8,2% dones solteres, i en un 30,9% no eren unitats familiars. En el 27,3% dels habitatges hi vivien persones soles el 14,5% de les quals corresponia a persones de 65 anys o més que vivien soles. El nombre mitjà de persones vivint en cada habitatge era de 2,46 i el nombre mitjà de persones que vivien en cada família era de 2,96.
Per edats la població es repartia de la següent manera: un 25,5% tenia menys de 18 anys, un 10% entre 18 i 24, un 20,7% entre 25 i 44, un 24,4% de 45 a 60 i un 19,6% 65 anys o més.
L'edat mediana era de 40 anys. Per cada 100 dones de 18 o més anys hi havia 100 homes.
La renda mediana per habitatge era de 31.591 $ i la renda mediana per família de 35.000 $. Els homes tenien una renda mediana de 28.472 $ mentre que les dones 18.125 $. La renda per capita de la població era de 16.234 $. Entorn del 2,9% de les famílies i el 3,6% de la població estaven per davall del llindar de pobresa.

## Poblacions més properes
El següent diagrama mostra les poblacions més properes.